# Sarah Rose Karr
Sarah Rose Karr (* 13. November 1984 in Kalifornien, USA) ist eine ehemalige US-amerikanische Schauspielerin.

## Leben
Karr wuchs bei ihren Eltern in Kalifornien auf. Ihre Schauspielkarriere begann sie 1990 an der Seite von Arnold Schwarzenegger in Kindergarten Cop. Für diese Rolle erhielt sie 1991 zusammen mit dem übrigen Kinder-Cast den Young Artist Award. Bekannt wurde sie durch ihre Rolle als Emily Newton in den ersten beiden Beethoven-Filmen (Ein Hund namens Beethoven und Eine Familie namens Beethoven), die in den 1990er Jahren gedreht wurden.

## Filmografie
- 1990: Kindergarten Cop
- 1991: Vater der Braut
- 1991: Ein Hund namens Beethoven
- 1991: Roseanne (Fernsehserie S04xE12)
- 1992: Homewrecker
- 1993: Eine Familie namens Beethoven
- 1995: Die vier Diamanten (Four Diamonds)